# Chewed Corners
Chewed Corners è l'ottavo album discografico del musicista di musica elettronica inglese µ-Ziq, pubblicato nel 2013.

## Tracce
1. Taikon – 5:17
2. Christ Dust – 3:01
3. Wipe – 4:42
4. Monyth – 1:45
5. Twangle Melkas – 2:49
6. Melting Bas – 3:36
7. Houzz 10 – 5:31
8. Feeble Minded – 4:30
9. Hug – 2:58
10. Mountain Island Boner – 4:08
11. Tickly Flanks – 3:30
12. Smooch – 3:41
13. Gunnar – 4:37
14. Weakling Paradinas – 7:33